# Alphonse Eugène Beau
Pour les articles homonymes, voir Beau (homonymie).
Alphonse Eugène Beau, dit Beau de Rochas, né le 9 avril 1815 à Digne et mort le 27 mars 1893 à Vincennes, est un ingénieur français, lauréat de l'institut (Académie des Sciences). Ingénieur de grands travaux, il pose le premier câble télégraphique sous-marin en collaboration avec l'ingénieur Philippe Breton (1851). Il s'intéresse ensuite à de nombreux sujets relatifs à l'hydrographie, au transport ferroviaire et fluvial, ou encore au franchissement de la Manche par un tunnel immergé.
Thermodynamicien autodidacte, il décrit en 1862 un cycle à quatre temps, connu sous le nom de cycle de Beau de Rochas, qui lui vaudra d'être reconnu comme l'inventeur du moteur à quatre temps. Dans un mémoire adressé à l'Académie des sciences en 1887, il définit également certains principes du moteur à réaction, dont il prévoyait déjà les immenses possibilités.

## Biographie

### Enfance et études
Le père d'Alphonse Eugène, Alexandre Beau, est issu  d'une famille nombreuse vivant à Serres. Après diverses pérégrinations qui l'emmènent à Saint Domingue et dans l'armée, il s'installe à Digne où il est contrôleur aux contributions directes. Épris de poésie, il publiera plusieurs ouvrages durant sa vie. Il épouse en 1806 Lucrèce Thérèse Henriette Jacques de Rochas, dont les parents sont apothicaires à Digne et lointains descendants des seigneurs d'Aiglun, un village tout proche de Digne. La vie du couple est assez mouvementée dans les années 1810, notamment du fait des convictions bonapartistes affichées d'Alexandre Beau. De retour à Digne, Alexandre Beau sera percepteur municipal puis premier caissier de la Caisse d'Épargne. Deux enfants naissent : Alphonse Eugène, le 9 avril 1815, et, un an plus tard, une fille, Elisabeth. Alexandre Beau devient veuf en 1855, et perd sa fille en 1857. Il meurt en 1861.
Entre ses sept et seize ans, Alphonse Eugène est logé par des membres de la famille de sa mère dans le Loiret où il réussit de brillantes études, recevant notamment le premier prix de mathématiques du Collège Royal d'Orléans. À la suite de dissensions familiales d'origines financières et politiques, il n'intègre pas une grande école parisienne et revient à Digne où il poursuit des études de géométrie, jusqu'à devenir ingénieur civil.

### Vie d'adulte à Digne
Installé à Digne, Alphonse Beau fait son service militaire à partir de 1835, et, de retour dans sa ville, commence sa vie professionnelle d'architecte bâtisseur dans le département puis plus loin : Arles, Marseille, la Corse, etc. Il entame une collaboration, qui s'avèrera longue et créative, avec Philippe Breton, un ingénieur polytechnicien d'origine grenobloise : ils remporteront ensemble d'importants succès relatifs aux câbles télégraphiques, notamment avec la mise en service d'un câble sous-marin entre la France et l'Angleterre en 1851.
En 1848, il envisage de se présenter aux élections législatives avec un programme républicain et social, mais retire finalement sa candidature. Fin 1851, il est à la tête d'un petit groupe de Dignois qui prend le contrôle de l'Hôtel Préfectoral en réaction au coup d'État du 2 décembre 1851. Mais il ne soutient pas l'action des milliers de révoltés armés qui envahissent ensuite la ville. Jugé en février 1852, il est condamné à une peine, relativement légère, de déplacement et de mise en résidence surveillée qu'il obtient de purger à Paris.

### Vie à Paris
Alphonse Beau s'installe à Paris en 1852 et se fait désormais appeler Beau de Rochas. En 1854, il devient inspecteur de la toute jeune Compagnie des chemins de fer du Midi  et, en 1857, épouse Élisabeth Lemariée, fille d'un négociant en vins parisien et de dix-sept ans sa cadette.
À Paris, Beau de Rochas est déjà connu pour la réalisation du câble sous-marin, et il jouit d'une relative aisance financière accordée alors par sa famille. Il fréquente les bibliothèques scientifiques et, grâce à son ami Philippe Breton, polytechnicien, il peut rencontrer élèves, chercheurs et enseignants de l'époque. Il se prend de passion pour la thermodynamique, à laquelle il consacrera une grande partie de son énergie jusqu'à la fin de sa vie.
Durant la commune de Paris, il crée un éphémère journal « Le régime constitutionnel, politique et social » dont il dirige la publication d'une douzaine de numéros (du 26 mai au 8 juin 1871) et qui rend compte des débats politiques de l'époque en prônant la modération et le dialogue,.
Pendant plus de quarante ans, il produit et publie un très grand nombre d'articles, communications et propositions, et dépose plusieurs brevets. Mais il n'arrive pas à en tirer profit et ce n'est que passé l'âge de 75 ans qu'il verra sa carrière couronnée par deux prix académiques,.
Il décède, sans descendance, à Vincennes le 27 mars 1893. Il est inhumé dans un quasi anonymat, une dizaine de personnes seulement assistant à ses funérailles.

## Vie professionnelle

### Câbles sous-marins et électriques
En 1850, avec Philippe Breton, il étudie les causes de la rupture, le jour même de son inauguration, du câble télégraphique anglais Douvres - Calais. Les deux ingénieurs trouvent la cause du désastre, et définissent la théorie mathématique dite « de la chaînette » que l'on utilise aujourd'hui encore pour toute pose de câbles aériens ou sous-marins. Ils publient le résultat complet de leurs recherches en 1859.
Ils lancent le premier câble télégraphique français sous la Manche à Noël 1851, qui fonctionnera correctement pendant plus de quinze ans.
En 1886 Beau de Rochas étudie les possibilités de transport de courant continu sur de longues distances.

### Hydrographie, grands travaux d'aménagement et plans
À Arles, il étudie les possibilités de dessalement de la Camargue afin de permettre la culture des céréales.
En Corse, il met en route une carrière d'extraction de granit et porphyre, sans être indemnisé correctement.
En 1852, Beau de Rochas réalise le premier plan carnet, ancêtre de nos actuels guides urbains et en dépose le brevet. Il en assure l'édition pour la ville de Paris.
Il est appelé au milieu des années 1850 comme expert à Dijon, pour soutenir une proposition de construction de docks reliant routes, canaux et voies ferrées dans un unique complexe commercial.
En 1881, il prononce une conférence à la Société des études coloniales et maritimes sur l'établissement d'une communication ferroviaire sous-marine à travers le pas de Calais, la comparant à l'établissement d'un tunnel ou d'un pont. La solution proposée est de construire à terre un tunnel à base de tubes métallique puis de l'immerger sous la Manche.
En 1888, il publie un mémoire proposant l'aménagement du Soudan par la création de grandes oasis sahariennes.

### Transport ferroviaire
Au lendemain du rattachement de la Savoie et de Nice, en 1861, alors qu'il travaille pour la Compagnie des chemins de fer du Midi, il propose un tracé de voie ferrée « Grenoble - Gap - Digne - Nice » avec deux raccordements :
- le premier par Tallard, la vallée de l'Ubaye, vers Coni en Italie ;
- le second plus méridional, vers Avignon et la vallée du Rhône.

### Navigation
Beau de Rochas s'intéresse aussi au touage, système qui permet à une embarcation de se propulser par l'intermédiaire d'une chaîne sans fin qui repose sur le fond. Il décrit le problème et ses propositions de solutions dans un mémoire transmis en 1863 à la Société d'Encouragement pour l'Industrie Nationale et intitulé: « De la traction des bateaux fondée sur le principe de l'adhérence ».

### Moteurs

Fonctionnement d'un moteur à quatre temps tel que décrit par Beau de Rochas en 1862.

En 1862, Beau de Rochas publie un mémoire d'une soixantaine de pages qui est une somme de connaissances sur les moteurs et de propositions pour en améliorer le rendement. La section 6 de ce mémoire décrit un cycle moteur à quatre temps qui vaudra à l'auteur d'être reconnu, plus tard, comme l'inventeur du moteur à quatre temps. Le 16 janvier 1862, il dépose à l'Office National de la Propriété Industrielle une demande de brevet concernant le moteur à quatre temps qu'il a imaginé. Beau de Rochas contacte sans succès plusieurs industriels pour exploiter son invention, et son brevet tombe dans le domaine public en 1863.
Beau de Rochas n'ayant pas  payé les droits nécessaires à la protection de son  brevet de 1862, les inventions qui y sont mentionnées peuvent être librement utilisées dès 1863. Un inventeur franco-belge, Etienne Lenoir, qui a déjà conçu et breveté en 1860 un moteur à deux temps, décide de fabriquer des moteurs utilisant la technique de Beau et commence à les commercialiser en 1883. Durant les années 1870, un entrepreneur allemand, Nikolaus Otto, se lance lui aussi dans la conception et la fabrication de moteurs. En 1876, Otto dépose un brevet décrivant  le fonctionnement à quatre temps, qu'il oppose ensuite à Etienne Lenoir et aux autres inventeurs et industriels commençant à produire de tels moteurs.
Une longue bataille juridique s'ouvre, compliquée par la difficulté à retrouver la publication de 1862, qui n'a été tirée qu'à 300 exemplaires environ. La justice française finit par trancher en accordant l'antériorité aux travaux de Beau de Rochas et, en 1886, le brevet d'Otto est invalidé. Beau de Rochas, qui ne s'est pas impliqué dans ces débats, acquiert une véritable notoriété, au point que le cycle thermodynamique qu'il a décrit est consacré comme « cycle de Beau de Rochas », et non pas « cycle d'Otto ». Mais il n'en tire aucun avantage pécuniaire.
En 1887 il transmet à l'Académie des Sciences un mémoire intitulé « Conversion de l'énergie potentielle de fluides élastiques à haute pression, en travail direct de translation ». Il y décrit le principe de propulsion par réaction, mais ne mentionne que des applications au transport terrestre.

### Assurance du travail
En 1868, des industriels parisiens lui demandent d'étudier les répercussions financières d'un système d'assurances pour les accidents du travail.

## Prix et distinctions

### De son vivant
- Prix Trémont de l'Académie des Sciences (décembre 1890)[9]. Ce prix, d'une valeur portée à 2 000 francs pour cette occasion[27], a été décerné à Beau de Rochas sans qu'aucune justification, ni même mention de ses mérites et découvertes apparaisse dans le compte-rendu de l'Académie, alors que la quasi-totalité des nombreux autres prix valent à leur récipiendaire un éloge dans ce même compte-rendu.
- Prix spécial de mécanique pour l'invention du cycle à quatre temps, décerné par la Société d'Encouragement pour l'Industrie Nationale (juillet 1891)[10]. Le rapporteur, J. Hirsch, fait un résumé de la vie et des apports de Beau de Rochas, tout particulièrement de ceux relatifs aux moteurs. Il mentionne également l'état de gêne financière du récipiendaire et propose de lui attribuer ce prix spécial de 3 000 francs, aucun des prix traditionnels de la Société ne correspondant au cas de Beau de Rochas.

### Après sa mort

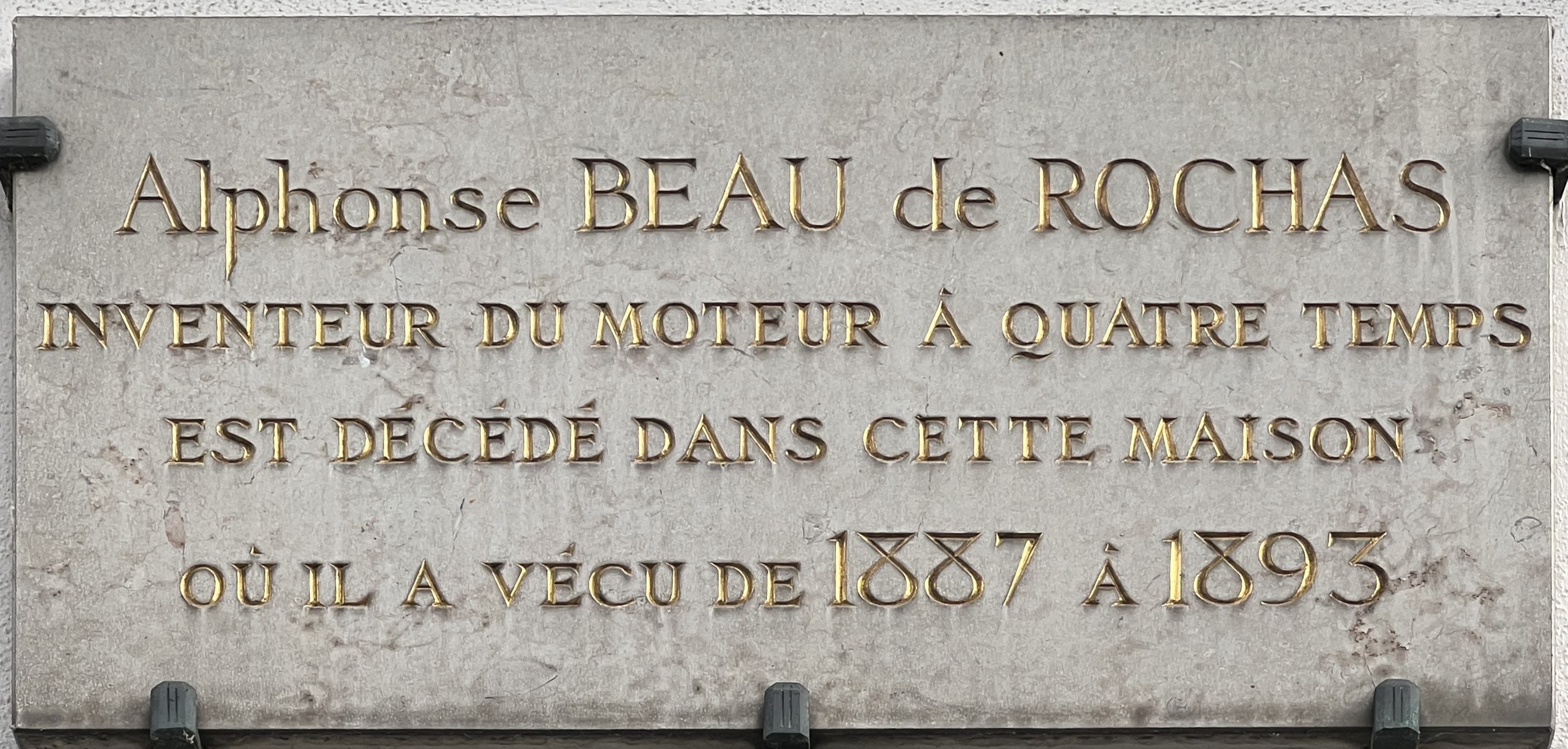
Plaque commémorative à Vincennes.

- Bas-relief dévoilé au salon de l'Automobile, donné ensuite au Conservatoire national des arts et métiers (octobre 1937)[24].
- Plaque commémorative et discours à la Société d'encouragement pour l'industrie nationale (mai 1938)[24].
- Plaque commémorative à Vincennes  à l'occasion du centenaire de l'industrie automobile française (1984).
- Cérémonies du centenaire de sa mort organisées à Digne (1993), avec rassemblement de voitures anciennes, exposition, conférences et passage de la patrouille de France[2].

## Beau de Rochas à notre époque

### Dans la ville

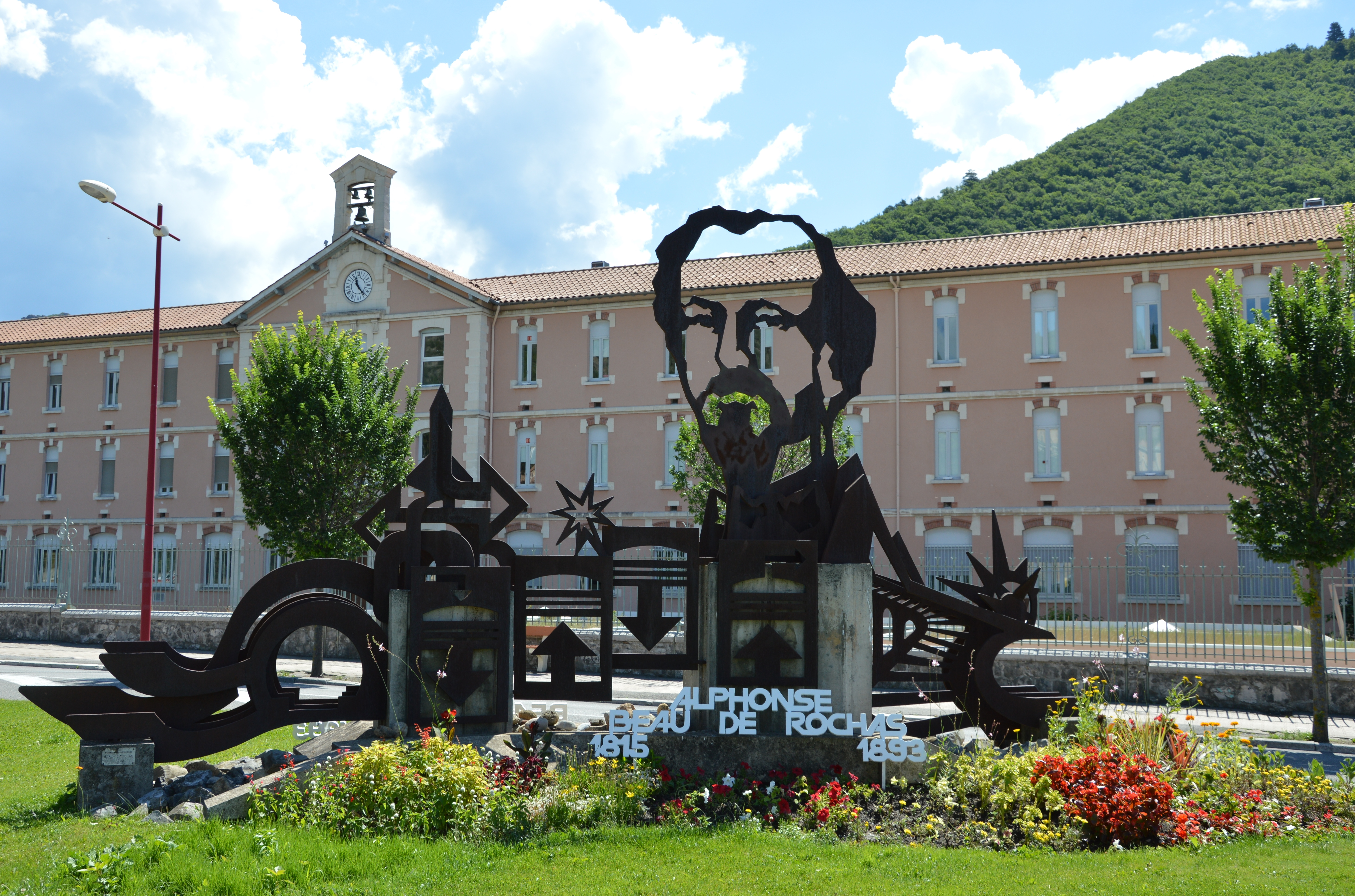
Mémorial Beau de Rochas à Digne-les-Bains.

Le nom d'Alphonse Beau de Rochas est présent dans plusieurs villes françaises, notamment à :
- Beaumont (Puy-de-Dôme) : rue
- Bordeaux : lycée professionnel de l'automobile[28]
- Brétigny-sur-Orge (Essonne) : avenue
- Cabestany (Pyrénées-Orientales) : rue
- Castelnau-le-Lez (Hérault) : rue
- Cormeilles-en-Parisis (Val d'Oise): rue
- Digne-les-Bains : rue, pont, mémorial, lycée des métiers[29]
- Perpignan : rue

### Numismatique
Des médailles commémoratives ont été créées à l'effigie de Beau de Rochas pour célébrer le centenaire de son brevet de 1862 et celui de sa disparition en 1893.